# Pompea Paulina
Pompea Paulina (en llatí Pompeia Paulina) va ser una dama romana. Era la dona d'Anneu Sèneca el filòsof, amb el que es va casar ja gran. Era probablement filla de Pompei Paulí (Pompeius Paulinus) que era comandant a Germània durant el regnat de Neró.
Va estar molt unida al seu marit que parla d'ella amb afecte i menciona la cura que ella tenia per la seva salut. Estava sopant amb el seu marit, explica Tàcit, quan va arribar un centurió portant, de part de Neró, l'orde de mort per a Sèneca. El filòsof va rebre la notícia amb calma i es va acomiadar de la seva dona però aquesta va insistir que volia morir junt amb ell. Els dos es van obrir les venes junts, però Neró, que no volia cridar l'atenció amb una crueltat innecessària, va ordenar tapar les ferides i salvar a la dona. Així Paulina va viure encara uns quants anys més, però li va quedar una palidesa constant que indicava que havia estat molt a prop de la mort.